# 陣内傳之助
陣内 傳之助（じんない でんのすけ、 1912年11月8日 - 1987年8月30日）は、日本の外科医。大阪大学医学部教授を経て、同大学名誉教授。近畿大学医学部名誉教授、近畿大学医学部附属病院初代院長。

## 経歴
佐賀県に生まれる。1930年福岡県中学修猷館、1932年旧制福岡高等学校理科甲類を経て、1936年九州帝国大学医学部医学科を卒業。九大温泉治療学別府研究所を経て、後藤七郎教授の九大医学部第二外科教室に入局。
1938年9月応召し福岡陸軍病院に勤務。1942年9月九大医学部助手に復帰し、1944年医学博士の学位を受ける。1945年7月九大医学部第二外科教室助教授を経て、1948年1月岡山医科大学（現・岡山大学医学部）第一外科教室教授に就任。1949年5月、岡山医科大学が岡山大学医学部となるとその教授となる。九州帝国大学では脳外科が専門であったが、胃癌患者が年々増加していたため、胃癌の治癒率向上が大きな課題となった。そのため、陣内は胃癌周辺のリンパ節を全部廓清（かくせい）する手術法「胃癌拡大根治術」を開発した。リンパ節は免疫機能があり癌細胞と闘う器官である。しかし、癌細胞を除去しきれずリンパ節で癌細胞が増殖すると、リンパの流れに乗って他の臓器に癌細胞が遠隔転移することがある。胃患部を摘出しリンパ節を廓清すれば、転移の可能性は少なくなる。この陣内が確立した手術法は、学会で認められ多くの大学病院が導入した。1954年、文部省在外研究員として1年間欧米に出張。
1960年「胃癌患者手術所見及び成績統計に関する規約の案」を策定、全国の外科教授らに呼びかけ、1962年に胃癌研究会（現・日本胃癌学会）を発足させ、当時の大学医学部や医科大学にあった、手術技法とその評価をめぐるセクショナリズムの壁を打破する試みをおこなう。この研究会の設立が契機になって、大腸癌、乳癌、肺癌、食道癌などの治療法と、その取り扱い規約が次々と確立されていった。
1963年4月大阪大学医学部第二外科教室教授に就任。そのころ、消化器癌では、中山恒明（東京女子医科大学教授）、梶谷鐶（癌研究会附属病院長）と並んで三羽烏と言われるまでになった。1974年4月定年退官。同月近畿大学医学部附属病院初代院長に就任し、1984年9月まで務めた。
1967年日本移植学会会長、及び国際外科学会アジア連合会会長を務める。1973年、手術手技の情報交換の促進を目的として、手術手技研究会を発足。その後、1974年大腸癌研究会初代会長、1982年日本肝移植研究会初代会長などを歴任。
1986年勲二等瑞宝章。

## エピソード
- 陣内が育てた門下生は六百名を下らないと言われているが、彼はその門下生たちが各地の病院へ赴任する時にメスを進呈しており、そのメスを納めた桐箱にその人にふさわしい漢字二文字、龍王（甲斐太郎広島市立広島市民病院長）、至誠（間野清志岡山済生会総合病院長）、清風（高越秀明玉島中央病院長）、天聲（山本泰久おおもと病院長）、治国（岡島邦雄大阪医大教授）、獅吼（榊原宣榊原病院理事長）などという銘を彫って贈った。
- 陣内の座右の銘は「学以忘憂」（学び以て憂いを忘る）であった。

## 著書
- 『術前術後の管理と合併症』緒方卓郎, 小坂二度見 共著. 金原出版, 1963
- 『脳神経外科の術前術後管理』監修. 医学書院, 1966
- 『胃手術のすべて』村上忠重, 堺哲郎共編 金原出版, 1972
- 『外傷外科全書』全7巻 諸富武文共編 南江堂, 1972
- 『臓器移植の実際』村上文夫 共編. 南江堂, 1972
- 『腸手術のすべて』村上忠重 共編集. 金原出版, 1977-78
- 『新臨床外科全書 第8巻 腸・肛門の外科』編集 金原出版, 1979
- 『肝・胆・膵・脾手術のすべて』全4巻 陣内伝之助 [ほか]編集. 金原出版, 1982-83
- 『消化器外科総論』村上忠重共編集. 金原出版, 1983.9
- 『食道手術のすべて』陣内伝之助 [ほか]編. 金原出版, 1987.9-1988.3